# Eupithecia erecticoma
Eupithecia erecticoma là một loài bướm đêm trong họ Geometridae.